# Pacific Symposium on Biocomputing
Le Pacific Symposium on Biocomputing (PSB) est un congrès scientifique multidisciplinaire ayant lieu à Hawaii annuellement depuis 1996.

## Présentation
Il a été co-fondé par le Dr Teri Klein, le Dr Lawrence Hunter et Sharon Surles. L'objectif est de présenter et de discuter de la recherche théorique concernant les méthodes de calcul utilisées en biologie et leurs applications. Les articles et les présentations sont évalués par des pairs et publiés. PSB rassemble des chercheurs des États-Unis et des pays de l'Asie-Pacifique, pour échanger à propos des résultats de la recherche et aborder les questions en vogue dans tous les aspects de la biologie computationnelle. Y sont présentés des travaux sur les bases de données, les algorithmes, les interfaces, la visualisation, la modélisation et d'autres méthodes de calcul, appliquées aux problèmes biologiques, en mettant l'accent sur les applications dans les domaines riches en données de la biologie moléculaire.
Le PSB vise une « masse critique » dans les sous-disciplines de la bioinformatique. C'est le seul congrès pour lequel les sessions sont définies chaque année en réponse aux propositions formulées.

## Distinctions

### Research Parasite Award

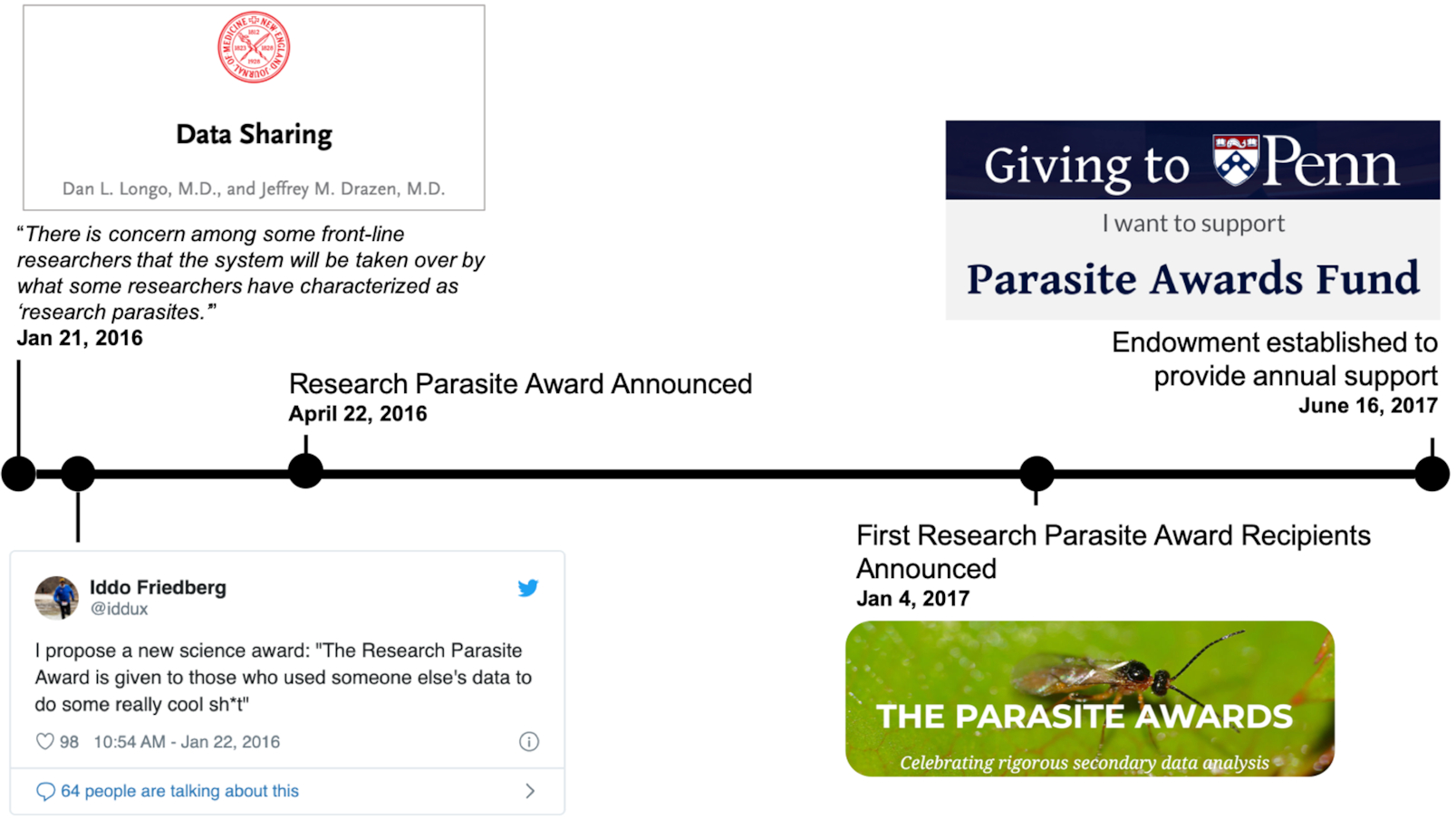
Chronologie de la création du Research Parasite Award. Extrait de "Détectives des données, amour de soi et humilité : le point de vue d'un parasite de la recherche" par Claire Duvallet, lauréate du prix junior 2019.

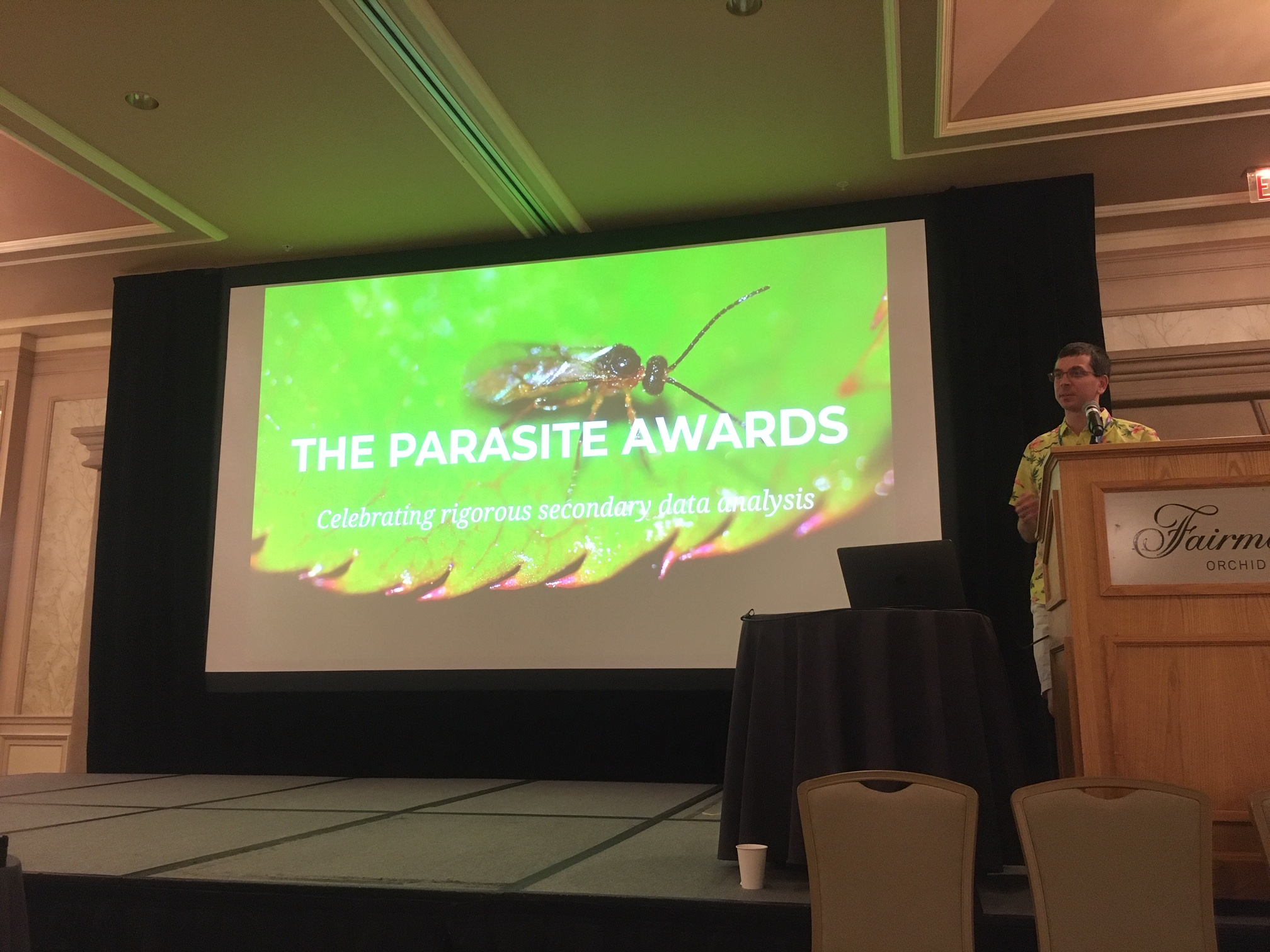
Casey Greene remettant le prix 2020 au PSB à Hawaï.

Depuis 2017, le Research Parasite Award est attribué chaque année lors du congrès pour récompenser les scientifiques qui étudient des données qui ont déjà été publiés auparavant, en fournissant une réutilisation qui n'était pas prévue par les chercheurs qui les ont générés pour la première fois. Le nom ironique du prix fait référence à un éditorial du New England Journal of Medicine qui a inventé le terme « recherche parasite » pour dénigrer un tel travail,. L'idée a d'abord été suggérée sur Twitter par Iddo Friedberg, chercheur à l'Iowa State University, et a ensuite été concrétisée par Casey Greene, pharmacologue à l'Université de Pennsylvanie.
Deux prix de recherche sur les parasites sont décernés pour récompenser les scientifiques qui ont apporté des contributions exceptionnelles et rigoureuses à l'analyse des données secondaires en biologie. Les destinataires doivent réutiliser les données générées par quelqu'un d'autre pour étendre, reproduire ou réfuter une étude de recherche de manière reproductible. Le prix du parasite junior reconnaît la contribution exceptionnelle d'un scientifique en début de carrière, tel qu'un stagiaire postdoctoral, diplômé ou de premier cycle. Le prix de parasitisme senior reconnaît une personne qui s'est engagée dans une recherche exemplaire sur le parasitisme pendant une période prolongée. Depuis le lancement du prix en 2017, une bourse de voyage pour assister au Pacific Symposium on Biocomputing a été offerte au jeune lauréat du prix parasite par GigaScience. À partir de 2019, les prix sont financés en partie par une dotation de l'Université de Pennsylvanie.

### Research Symbiont Awards
Les Research Symbiont Awards, inspirés du Research Parasite Award, ont été fondés par J. Brian Byrd, médecin-chercheur à l'Université du Michigan. Dans le but de distinguer des exemples dans la pratique du partage de données, ils sont remis aux scientifiques travaillant dans n'importe quel domaine d'étude qui ont partagé des données au-delà des attentes habituellement en pratique dans leur domaine. Contrairement à un parasite, nommer le prix du partage de données d'après des symbiotes aide à souligner que ce processus peut être mutuellement bénéfique pour l'« hôte » producteur de données, car il augmente l'impact scientifique des chercheurs originaux. Depuis 2021, le prix est parrainé par le Wellcome Trust et la Dragon Master Foundation.